# Akram Zaatari
Akram Zaatari (àrab: أكرم زعتري, Akram Zaʿtarī) (Sidó, Líban, 1966) és un cineasta, fotògraf, artista i conservador d'arxius libanès. La seva producció artística inclou vídeos, pel·lícules, fotografies, instal·lacions i obra escrita. Format en arquitectura a la Universitat Americana de Beirut, es va traslladar a Nova York per cursar estudis sobre els mitjans de comunicació a The New School. A mitjans dels noranta, es va incorporar com a productor televisiu a la cadena Future TV de Beirut, on va dur a terme diversos curts experimentals situats entre el documental i el vídeo de creació. Actualment viu i treballa a Beirut. El 2017 el MACBA li va dedicar una exposició monogràfica: Akram Zaatari. Contra la fotografia. Història anotada de l'Arab Image Foundation.

## Obra
Zaatari ha centrat la seva obra en els conflictes bèl·lics del Líban i en la societat musulmana contemporània. Aborda la política a través de la vida quotidiana, l'ús del cos i les relacions socials, i reflexiona sobre el poder i la parcialitat dels mitjans. El seu cinema defuig la narració tradicional amb un relat fragmentat i la dissociació entre imatge i text. Molts dels elements de la seva obra provenen de la cultura popular, amb imatges del cinema americà i egipci, i melodies emeses en les emissores de ràdio libaneses.
Zaatari és cofundador de l'Associació Libanesa per a l'Art Contemporani i de la Fundació Àrab de la Imatge (AIF), entitat creada per recollir, estudiar i divulgar el patrimoni fotogràfic de l'Orient Mitjà. A través de l'AIF, ha recuperat l'obra del popular fotògraf libanès Hashem el Madani (1928), que va retratar la societat civil del seu país des de començaments dels anys cinquanta. Zaatari ha comissariat exposicions de fotografia a Londres, Beirut i Brussel·les, entre altres ciutats. Ha publicat els seus textos a revistes com Third Text, Bomb, Framework, Transition i Parachute. Té obra en les col·leccions del Centre Pompidou de París, la Tate Modern de Londres, el MACBA i a la TBA21 de Viena.

## Obres destacades
- Nature morte. Mèdia, 2008[3]